# Wiśniowa (gemeente in powiat Myślenicki)
De gemeente Wiśniowa is een landgemeente in het Poolse woiwodschap Klein-Polen, in powiat Myślenicki.
De zetel van de gemeente is in Wiśniowa.
Op 30 juni 2004 telde de gemeente 6780 inwoners.

## Oppervlakte gegevens
In 2002 bedroeg de totale oppervlakte van gemeente Wiśniowa 67,06 km², waarvan:
- agrarisch gebied: 54%
- bossen: 37%

De gemeente beslaat 9,96% van de totale oppervlakte van de powiat.

## Demografie
Stand op 30 juni 2004:
| Omschrijving                   | Totaal | Totaal | Vrouwen | Vrouwen | Mannen | Mannen |
| ------------------------------ | ------ | ------ | ------- | ------- | ------ | ------ |
| eenheid                        | aantal | %      | aantal  | %       | aantal | %      |
| inwoners                       | 6780   | 100    | 3434    | 50,6    | 3346   | 49,4   |
| bevolkingsdichtheid (inw./km²) | 101,1  | 101,1  | 51,2    | 51,2    | 49,9   | 49,9   |

In 2002 bedroeg het gemiddelde inkomen per inwoner 1405,84 zł.

## Administratieve plaatsen (sołectwo)
Glichów, Kobielnik, Lipnik, Poznachowice Dolne, Węglówka, Wierzbanowa, Wiśniowa.

## Aangrenzende gemeenten
Dobczyce, Dobra, Jodłownik, Mszana Dolna, Myślenice, Pcim, Raciechowice